# Storstensbådan, Korsholm
Storstensbådan är en ö i Finland. Den ligger i Norra kvarken och i kommunen Korsholm i den ekonomiska regionen  Vasa i landskapet Österbotten, i den västra delen av landet. Ön ligger omkring 20 kilometer nordöst om Vasa och omkring 380 kilometer norr om Helsingfors.
Öns area är 2 hektar och dess största längd är 260 meter i sydväst-nordöstlig riktning.